# Храм Святого Миколи Чудотворця (Добропілля)
Храм Святого Миколи Чудотворця - перший православний храм ПЦУ в місті Добропілля. Перший і єдиний храм Православної Церкви України, Донецької єпархії, Добропільського благочіненья.

## Історія
14 червня 2016 року у в'їзді в місто Добропілля на перетині вулиць Залізнична та Першотравнева відбулося освячення місця будівництва майбутнього храму Миколи Чудотворця.
Чин освячення звершив архієпископ Донецький і Маріупольський Сергій, в освяченні брали участь священики Добропільського району, Краматорська та інших найближчих міст Донбасу. На заході зібралися місцеві активісти, представники районної ради, сільських рад. Також серед присутніх були представники ВСУ разом з військовими капеланами.
Кошти на будівництво першого в місті православного храму Київського патріархату були зібрані спільними зусиллями жителями району.
На території майбутнього храму встановлено тимчасовий храм в якому служить отець Михайло.